# Grantley Goulding
Grantley Thomas Smart Goulding, född 23 mars 1874 i Hartpury i Gloucestershire, död 29 juli 1947 i Umkomaas i Sydafrika, var en brittisk friidrottare.
Goulding blev olympisk silvermedaljör på 110 meter häck vid olympiska sommarspelen 1896 i Aten.